# ري ميونغ جون
ري ميونغ جون (16 أغسطس 1990 ببيونغيانغ في كوريا الشمالية - ) هو لاعب كرة قدم كوري شمالي في مركز الهجوم. شارك مع منتخب كوريا الشمالية تحت 17 سنة لكرة القدم ومنتخب كوريا الشمالية تحت 20 سنة لكرة القدم ومنتخب كوريا الشمالية لكرة القدم. أما مع النوادي، فقد لعب مع موانغتونغ يونايتد وFC Daugava ‏ ونادي بورت وSobaeksu Sports Club ‏ وفيستزيلند ‏ وDinaburg FC ‏.

## وصلات خارجية
- ري ميونغ جون على موقع الاتحاد الدولي (مؤرشف)  (الإنجليزية)
- ري ميونغ جون على موقع الاتحاد الأوربي (الإنجليزية)
- ري ميونغ جون على موقع ناشيونال فوتبول تيمز (الإنجليزية)